# Freeford
Freeford var en civil parish 1858–1934 när det uppgick i Swinfen and Packington, i grevskapet Staffordshire i England. Civil parish var belägen 3 km från Lichfield och hade 64 invånare år 1931. Byn nämndes i Domedagsboken (Domesday Book) år 1086, och kallades då Fraiforde.